# منطقه ۹ شهرداری تهران
منطقه ۹ شهرداری تهران یکی از مناطق شهری تهران است که در غرب شهر تهران قرار دارد. محدوده این منطقه از شمال به خیابان آزادی و جاده مخصوص کرج از جنوب به بزرگراه فتح و ۴۵ متری زرند، از شرق به خیابان شهیدان، خیابان سادات و از غرب به مسیل کن منتهی می‌شود. این منطقه از ۲ ناحیه تشکیل شده‌است و دارای ۸ محله می‌باشد. ناحیه ۱ شامل ۳ محله و ناحیه ۲ شامل ۵ محله می‌باشد. از مهم‌ترین اماکن این منطقه می‌توان به برج آزادی و فرودگاه مهرآباد، پادگان جی، پارک المهدی اشاره کرد. از محله‌های آن می‌توان از خیابان آذری، مهرآباد جنوبی، شمشیری، استاد معین، امامزاده عبدالله، سرآسیاب مهرآباد و فتح صنعتی نام برد.در این منطقه ۲۵ بوستان قرار دارد تا سال ۱۴۰۰ مساحت کل فضای سبز آن ۲۸۲ هکتار است. سرانه فضای سبز در این منطقه (با احتساب فضای سبز عمومی) ۱۷/۸۱ متر مربع است. در این منطقه مراکز صنعتی و نظامی متعدد نیز وجود دارد. این منطقه نیز چندین شهرک دارد.

## تاریخچه
سابقه سکونت در منطقه نه شهر به سال‌های دهه ده و بیست بازمی‌گردد.
- منطقه نه در جنوب غرب کلان‌شهر تهران واقع شده و مهم‌ترین عناصر کالبدی شهری آن، فرودگاه مهرآباد و میدان آزادی می‌باشد. می‌توان ادعا نمود که مکان‌یابی و احداث فرودگاه مهرآباد در غربی‌ترین ناحیه تهران (طی سال‌های ۱۳۲۰–۱۳۱۰ خورشیدی) گسترش و توسعه شهر تهران به سمت غرب را محدود ساخت چون در غیر این‌صورت بافت نسبتاً متراکم مسکونی – صنعتی موجود در جنوب و شرق فرودگاه بایستی به صورت طبیعی به بافت جنوب جاده مخصوص کرج در شمال فرودگاه مهرآباد گره می‌خورد.[۶]
- قبل از احداث فرودگاه مهرآباد، اراضی منطقه ۹ و بخشی از مناطق همجوار آن به سبب بهره‌مندی از شیب طبیعی مطلوب شمال به جنوب و برخورداری از منابع آب سطحی (حوزه آبریز البرز) عمدتاً به عنوان اراضی مزروعی و پررونق کشاورزی اطراف تهران بوده‌است. نهر فیروزآباد بخشی از آب رودخانه کن را به منطقه انتقال می‌داده‌است. وجود چندین رشته قنات، سرچشمه گرفته از مناطق شمالی تهران به رونق کشاورزی و باغداری منطقه می‌افزودند. همچنان هم بخشی باقیمانده از نهر فیروزآباد در این منطقه به همین اسم خوانده می‌شود. به‌طور کلی تا اوائل قرن حاضر شمسی یعنی تا قبل از احداث جاده تهران – چالوس از طریق کرج و تأسیس دانشکده کشاورزی دانشگاه تهران و مکان‌یابی اولین کارخانه ذوب آهن ایران در آن، شهر کرج روستای کم‌اهمیتی بدون اتصال مناسب با تهران بود؛ بنابراین راه ارتباطی تهران به قزوین به عنوان یکی از راه‌های با اهمیت منطقه و کشور تلقی می‌شد. راه مذکور از محلی که به دروازه قزوین معروفیت داشت - هنوز هم به همین نام شناخته می‌شود - تهران را از نواحی جنوب غربی آن، از مسیر کاروان سرا سنگی به قزوین متصل می‌ساخت. مسیر ارتباطی تهران – قزوین از آنجا که باعث سهولت انتقال مواد و محصولات می‌شد برای منطقه از اهمیت ویژه‌ای برخوردار بود. در باغ‌های منطقه انواع میوه‌های تابستانی به دست می‌آمد و در مزارع آن شبدر، یونجه و انواع صیفی‌جات کشت می‌شد. وجود اراضی وسیع و فاقد عارضه خاص و عمده، در طی زمان مذکور منطقه مهرآباد را به عنوان مکان استقرار بزرگ‌ترین و اولین فرودگاه بین‌المللی کشور برگزید؛ بنابراین اولین هسته‌های تشکیل فرودگاه مهرآباد به سال‌های حدود ۱۳۱۰ بازمی‌گردد.[۶]
- مکانی که فرودگاه مهرآباد در آن شکل گرفت از آخرین لبه‌های غربی شهر تهران آن زمان بیش از پنج کیلومتر فاصله داشت. همزمان با مکان‌یابی فرودگاه مهر آباد، پادگان جی نیز در شرق آن احداث شد. وجود این دو عنصر زندگی مدرن در نواحی غربی تهران، به خودی خود می‌توانست این منطقه را تحت تأثیر قرار دهد. لیکن تغییر کاربری اراضی اطراف عناصر مذکور به همین‌جا ختم نشد. در پی تلاش برای صنعتی کردن کشور در تهران احداث اولین کارخانه‌ها و صنایع جدید عمدتاً در حول جاده معروف به جاده قدیم کرج رقم خورد و به تغییر بافت آن سرعت داد.[۶]
- وجود جاده تهران – ساوه از طریق رباط کریم و شهریار محور اتصال تهران از گوشه جنوب غربی به مناطق جنوبی و غربی کشور اضافه کرد. اصولاً سوابق و روند توسعه شهرهای مختلف کشور نشان می‌دهد که اغلب شهرها و مناطق شهری حول محورهای عمده ارتباطی شکل گرفته‌اند. در طی سال‌های بعد بسیاری از مراکز اداری و به ویژه نهادهای مرتبط با امور حمل و نقل هوایی و مراکز آموزش نظامی و غیرنظامی نیروی هوایی و هواپیمایی کشوری در اطراف فرودگاه مهرآباد مستقر شدند. شاید به حق بتوان ادعا نمود که منطقه نه حاصل تخصیص اراضی به کاربری‌های خدماتی و صنعتی بزرگ است. کارخانه‌های کوچک و بزرگی چون شیر پاستوریزه، تولیدات دارویی، یخچال‌سازی، نان ماشینی، شیشه‌سازی، آرد و مجتمع انبارها و مراکز خدمات صنعتی متعدد اعم از دولتی و بخش خصوصی در این منطقه مکان‌یابی و مستقر شدند. گذر خط راه‌آهن تهران – تبریز در همین مسیر و تقریباً به موازات جاده تهران – قزوین باعث تسریع در توسعه و تغییر کاربری اراضی بخش میانی جاده و خط راه‌آهن شد.[۶]
- تا حدود سال ۱۳۳۵ توسعه کند و ناپیوسته در جنوب غرب تهران از طریق تغییر کاربری اراضی مزروعی و باغ‌ها به مراکز صنعتی خدماتی و تولیدی رخ می‌داد. اما با شروع سال‌های دهه ۴۰ این تغییر چهره و کاربری توسعه‌ای فزاینده یافت به نحوی که در حدود سال ۱۳۵۰ محور جاده قدیم کرج به مهم‌ترین محور تولیدی– صنعتی کشور تبدیل شد. این نقش در حال حاضر علیرغم رونق بیشتر بخش تجاری از یک سو و پراکندگی مراکز تولیدی – صنعتی در حول سایر محورهای ارتباطی (جاده دماوند، جاده مخصوص کرج، جاده ساوه و…) از سوی دیگر کماکان توسط جاده قدیم کرج صورت می‌گیرد.[۶]

## اطلاعات عمومی

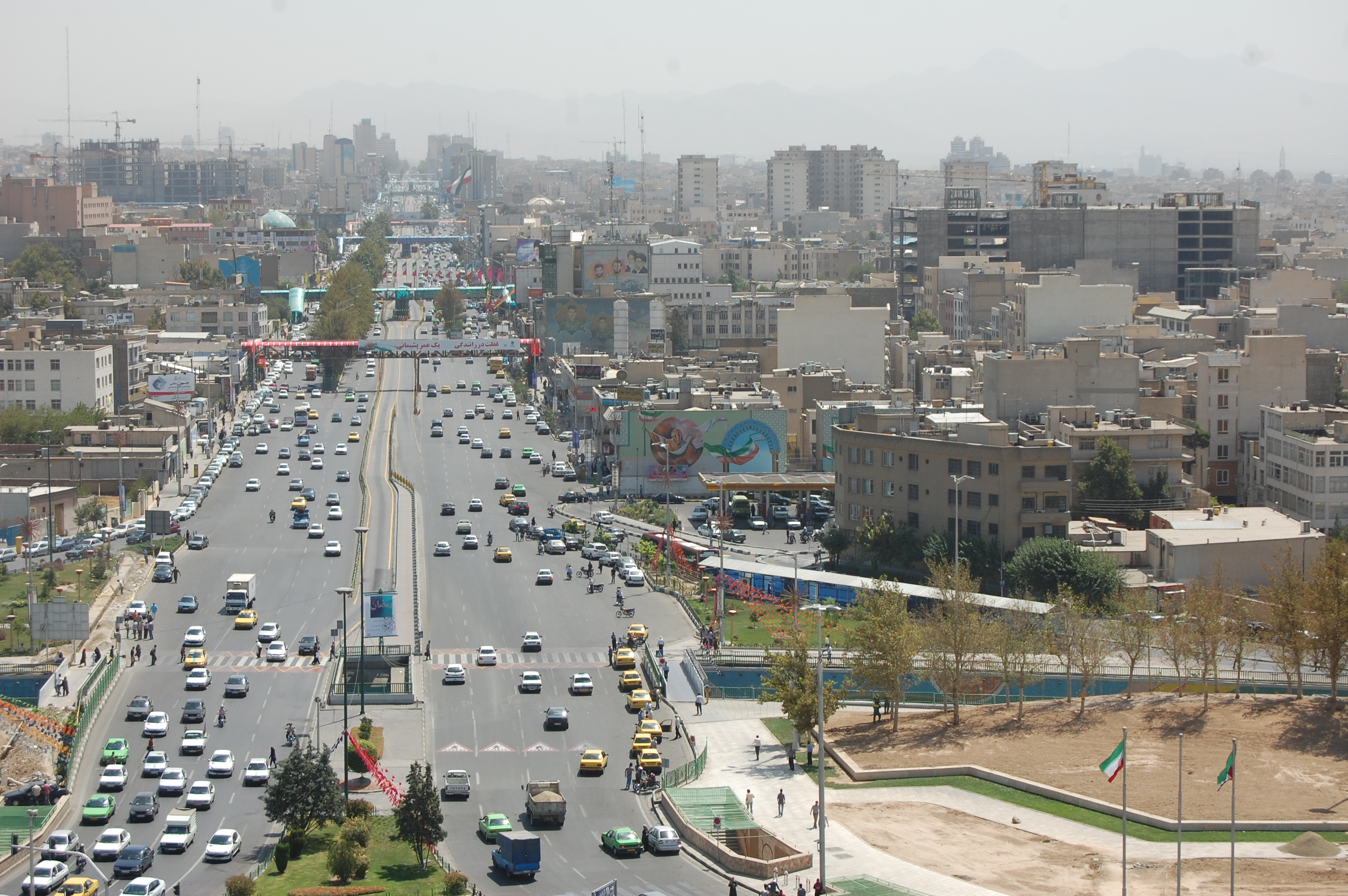
نمای تهران از برج آزادی

در این بخش اطلاعات دربارهٔ محدوده و وسعت و جمعیت و ویژگی منطقه ارائه می‌شود.
محدوده
محدوده این منطقه از شمال به خیابان آزادی و جاده مخصوص کرج از جنوب به بزرگراه فتح و ۴۵ متری زرند – از شرق به خیابان‌های شهیدان و سادات و از غرب به مسیل کن منتهی می‌شود. ساختمان مرکزی شهرداری منطقه ۹ واقع در خیابان آزادی تقاطع خیابان استاد معین (میدان استاد معین) است.
وسعت و جمعیت
این منطقه با وسعتی نزدیک به ۱۹/۸ کیلومتر مربع جمعیتی بالغ بر ۱۷۴۱۱۵ نفر را در خود جای داده‌است اغلب آنها در محله‌های: هاشمی – شمشیری – شهید دستغیب – مهرآباد و سی متری جی سکونت دارند. همچنین بر اساس گزارش مرکز آما ایران جمعیت این منطقه براساس سرشماری سال ۱۳۹۵ ایران، ۱۷۴٬۲۳۹ نفر (۵۷٬۶۸۸ خانوار) شامل ۸۸٬۱۶۳ مرد و ۸۶٬۰۷۶ زن عنوان شده‌است.

## مراکز مهم
در این منطقه مراکز متعددی وجود دارد که مهم‌ترین آن‌ها می‌توان به موارد زیر اشاره کرد. در این منطقه ۲۵ بوستان قرار دارد تا سال ۱۴۰۰ مساحت کل فضای سبز آن ۲۸۲ هکتار است. سرانه فضای سبز در این منطقه (با احتساب فضای سبز عمومی) ۱۷/۸۱ متر مربع است. در این منطقه مراکز صنعتی و نظامی متعدد نیز وجود دارد. این منطقه نیز چندین شهرک دارد.
بوستان‌ها
- پارک معلم
- پارک مهر
- بوستان لاله
- بوستان لادن
- پارک گل‌ها
- پارک ارغوان
- پارک شمشیری
- پارک المهدی

مراکز صنعتی و نظامی
- شیر پاک
- لبنیات می‌ماس
- کفش ملی ساسان
- پارسی کولا
- پلاسکو کار
- ریسندگی و بافندگی نخ کار ایران پویا
- جنرال استیل
- پارس قوطی
- پایگاه یکم شکاری
- دانشکده هواپیمایی شهید ستاری
- گروه پدافند تهران

شهرک‌ها
- ولی‌امر
- فرهنگیان
- صابرین
- توحید

مراکز مطرح
- برج آزادی پیش از انقلاب ۱۳۵۷ ایران، به نام برج شهیاد شناخته می‌شد، اصلی‌ترین نمادهای شهر تهران است و تقریباً در همه جای جهان ایران را با این نماد می‌شناسند.[۸] در سال ۱۳۴۹ خورشیدی، توسط حسین امانت،[۹] معمار ایرانی، طراحی و توسط مهندس محمد پورفتحی ساخته شد. برج شهیاد، به عنوان نماد «ایرانِ مدرن»[۱۰] و برای یادبود جشن‌های ۲۵۰۰ ساله شاهنشاهی ایران[۱۱] در میانه یکی از میدان‌های اصلی غربِ تهران به نام میدان شهیاد و آزادی کنونی طراحی و ساخته شده‌است. معماری برج، تلفیقی از معماری هخامنشی، معماری ساسانی و معماری اسلامی است.[۱۰] در محوطه زیرین برج، چندین تالار نمایش، نگارخانه، کتابخانه و موزه قرار دارد.[۱۰] این بنا در تاریخ ۲۶ اسفند ۱۳۵۳ با شمارهٔ ثبت ۱۰۰۸ به‌عنوان یکی از آثار ملی ایران به ثبت رسیده‌است.[۱۲]
- فرودگاه مهرآباد یکی از بزرگ‌ترین فرودگاه‌های ایران است که سال ۱۳۱۷ در غرب شهر تهران ساخته شد. نام فرودگاه از روستای مهرآباد جنوبی گرفته شده‌است. از کسانی که در ساخت و توسعهٔ پایانه‌های بین الملی این فرودگاه نقش اساسی ایفا کردند می‌توان ویلیام پریرای آمریکایی را نام برد که به همراه چند شرکت دیگر در سال ۱۹۷۲ به فرودگاه چهره‌ای جدید بخشیدند.[۱۳][۱۴] مرکز آموزشی هلیکوپترهای بل نیروی هوایی در تهران را نیز همین گروه طراحی نمود.[۱۵]

## محله
این منطقه دارای ۲ ناحیه و ۸ محله بوده که در داخل محدوده شهری قرار گرفته‌اند.
- امامزاده عبدالله
- مهرآباد جنوبی
- شمشیری
- سرآسیاب مهرآباد
- محله صنعتی فتح
- هشیار
- استاد معین
- دستغیب

## حمل و نقل عمومی
دسترسی نزدیک به فرودگاه مهرآباد و نیز نزدیکی به پایانه غرب دسترسی خوبی به ناوگان حمل نقل شهری و هوایی دارد.
بزرگراه
همچنین به دو بزرگراه آیت‌الله سعیدی و ۶۵متری فتح در غرب تهران به عنوان دو شریان حیاتی شهر تهران دسترسی سهل‌الوصولی دارد.
ایستگاه مترو
- ایستگاه متروی بیمه
- ایستگاه متروی پایانه ۱ و ۲ فرودگاه مهرآباد
- ایستگاه متروی پایانه ۴ و ۶ فرودگاه مهرآباد